# 工笔画

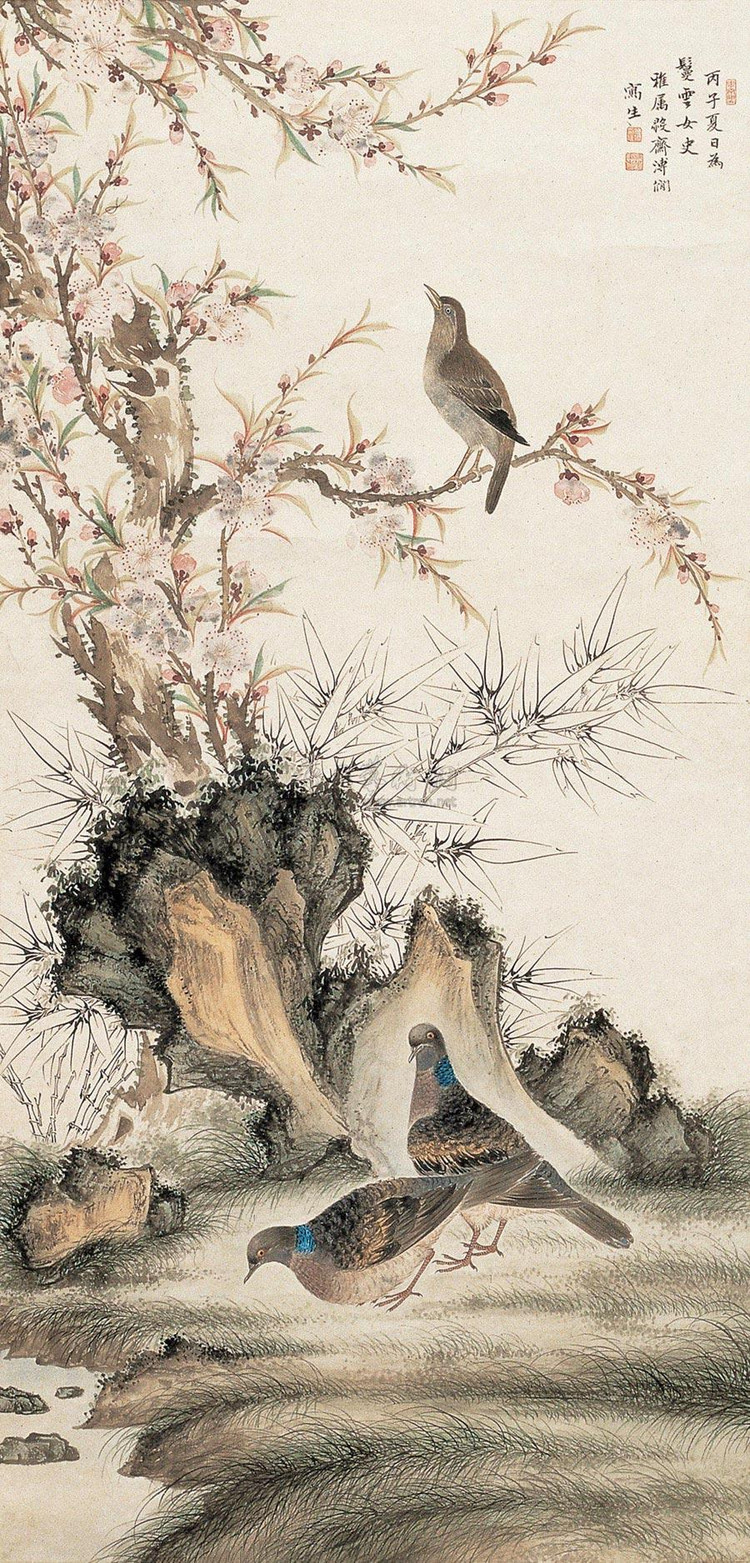
一幅溥僩的工筆畫

工笔画，是中国画的一种画法，讲究技法工整细致。工笔画可以细分为工笔白描和工笔重彩两大类，前者不用色，单以墨勾勒图画，代表作有李公麟的《五马图》，后者用重彩颜料，所谓重彩即为天然矿物质颜色为主，如石青、石绿、朱砂、蛤白等，如长沙马王堆帛画就是典型的工笔重彩画法。从表现内容上，工笔画又可分为：山水、花鸟、人物。工笔画起源于战国时期的帛画，又被称为“细画”，兴盛于唐代。明末之后，工笔画在西洋绘画技法的影响下，造型更加准确。清朝乾隆时期，“工笔画”作为一个规范的绘画品类概念正式被提出。